# RCJ Farul Constanța
Rugby Club Județean Farul Constanța a fost un club de rugby din Constanța. Farul Constanța a fost recunoscut de mulți fani români drept unul dintre cele mai bune cluburi românești din afara Bucureștiului, deoarece nu numai că a obținut rezultate consistente terminând în top 4 în SuperLiga aproape în fiecare an, dar a și câștigat trofeul suprem de 6 ori devenind o data și vicecampioni și a câștigat o data Cupa României și au fost finaliști de 2 ori.  

## Istoric

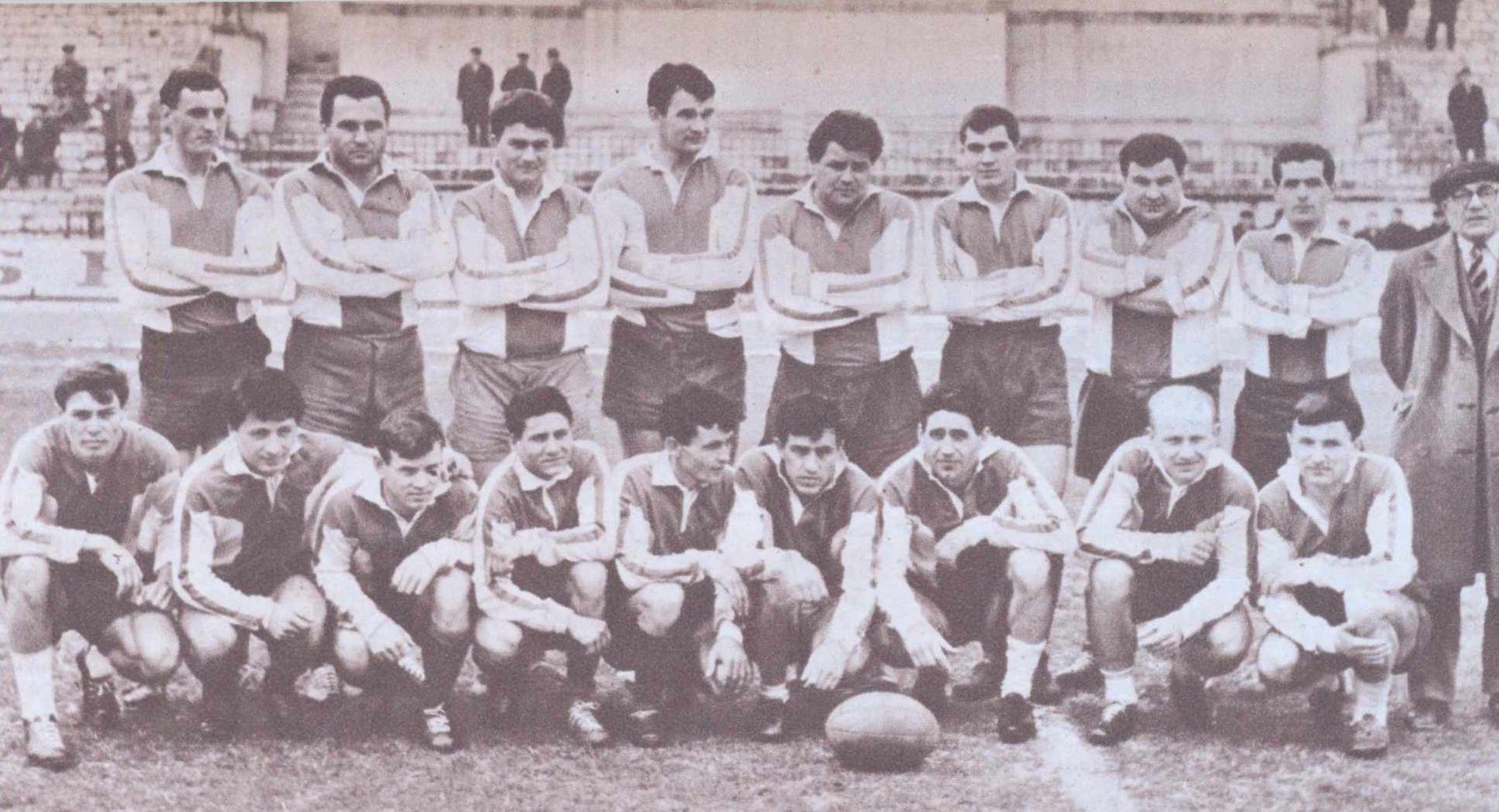
Echipa din 1965

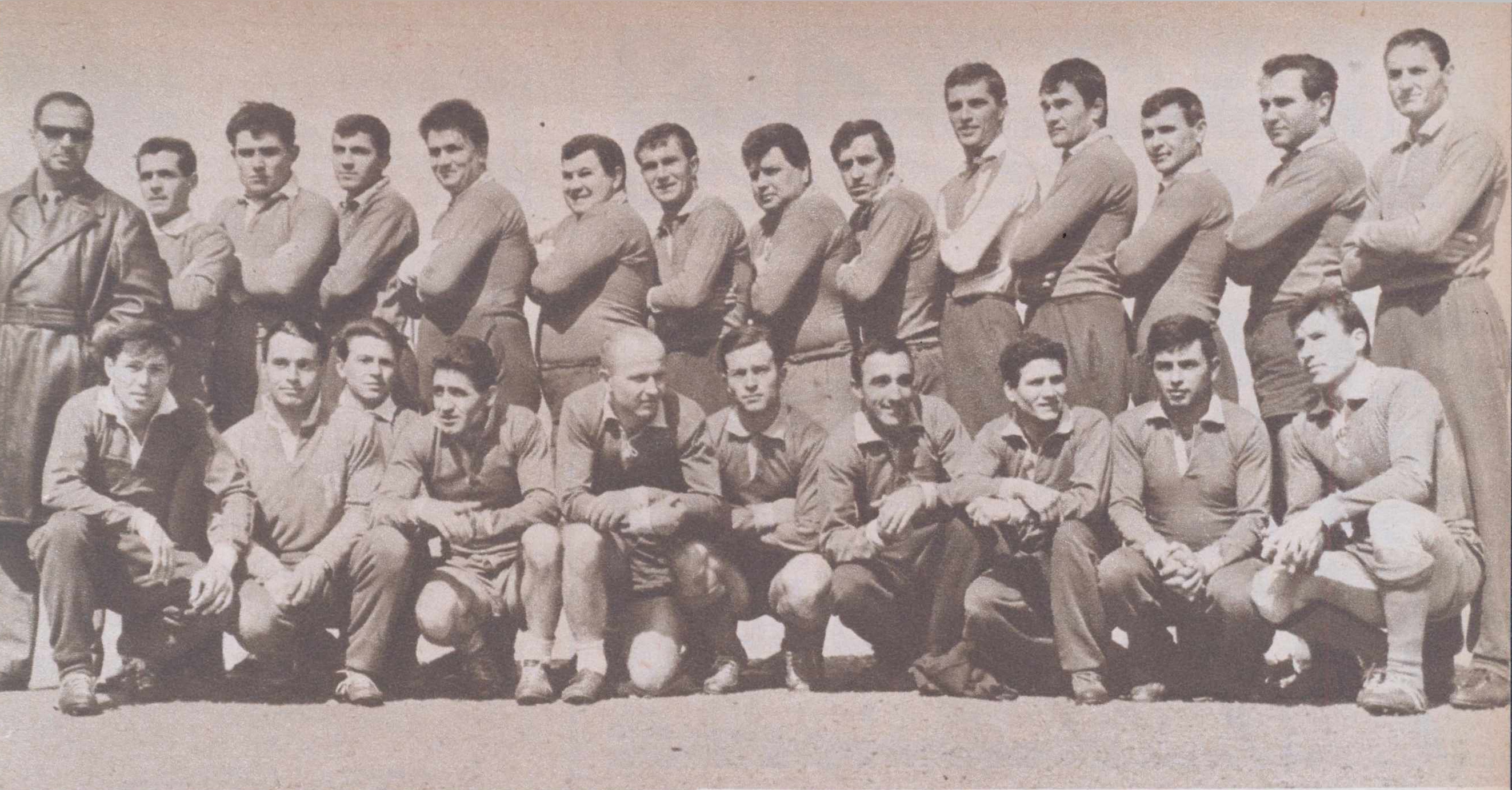
Echipa din 1966

A fost înființat în 1955 sub denumirea „Șantierul Naval”, o mare parte din jucătorii săi chiar lucrau la construcția de nave. În 1959 este preluat de C.S.”Farul”.
În 1970, gruparea de pe Litoral a pătruns în elita rugby-ului românesc, iar în ediția 1973/1974 a ocupat locul 3. Venirea antrenorului Mihai Naca coincide cu obținerea celor mai mari performanțe ale ei. Farul câștigă titlul național în edițiile 1974/1975, 1975/1976, 1977/1978, 1985/1986, 1994/1995 și 1996/1997, fiind gruparea cu cel mai important palmares în rugby-ul nostru dintre reprezentantele Provinciei. 

### Parcursul international
În 1986, gruparea constănțeană ocupă locul 2 la Masters-ul din Franța, competiție care a fost un veritabil Campionat Mondial al cluburilor – a prefațat, de altfel, prima ediția a Rugby World Cup din 1987. Atunci, Farul a obținut victorii cu Ponsonby (18-15) și campioana Noii Zeelande, SU Agen (10-3), vicecampioana Franței, pierzând finala cu Stade Toulousain (3-43), cea mai importantă echipă de rugby din Hexagon.
În toamna lui 1995, la Constanța, Farul ne-a reprezentat din calitatea de campioana a României, la prima ediție a Heineken Cup (sezonul 1995-1996), fiind primul meci din istoria Cupei Europei, varianta rugbistică a Ligii Campionilor din fotbal, handbal sau volei. “Marinarii” au cedat în fața francezilor,  viitorii campioni, cu 10-54; au fost norocoși să aibă un eseu după o aruncare liberă din partea lui N'Tamack interceptată de Mihai Foca. Pentru celălalt joc al grupei, constănțenii s-au deplasat în Italia, unde au cedat fără drept de apel cu 86-8 în fața lui Benetton Treviso.
Pe total, s-au disputat peste 120 de întâlniri internaționale, câștigându-se aproximativ 100. C.S. ”Farul” Constanta a dat la echipele naționale (juniori și seniori) peste 80 de jucători.
Din 2002 se înființează C.S.”Rugby Club Farul”Constanta ca persoana juridica de drept privat, fără scop lucrativ. Din 2005 se schimba denumirea clubului : RUGBY CLUB JUDETEAN FARUL CONSTANTA.
Înainte de începutul sezonului 2015 din postura de vicecampioni, s-a retras din SuperLiga, campionatul de elită din România, iar ulterior s-a desființat.
Rugby-ul va reapare la Constanța datorită creării CSM Constanța în 2021.

## Palmares
| Competiții naționale | Competiții internaționale                                              |
| Campionatul național Campioni (6): 1975, 1976, 1978, 1986, 1995 și 1997 Vicecampioni (2): 1976–77, 2014 Locul 3 (4): 1973–74, 2003, 2008, 2010 Cupa României Câștigători (1) : 1992 Finaliști (2): 2001, 2009 | Cupa Heineken: Finaliști (1) - 1986 Cupa Europei: * Turul 1 (1) - 1995 |

## Foști jucători de seamă
| - Malakai Ravulo - Nemia Kenatale - Jonetani Ralulu - Bacioiu Iancu, - Grigore Emilian, - Ionita Florin, - Musat Dumitru, - Varga Gheorghe, - Bucos Mihai, - Lungu Adrian, - Bazaru Gheorghe, - Ianusevici Peter, - Motrescu Petrica, - Fulina Nicolae, - Ion Vasile, - Dumitru Gheorghe | - Leonte Gheorghe, - Constantin Cristian, - Dragomir Marian, - Constantin Stefan, - Branescu Cristian, - Garbu Adrian, Șeptar Erdinci, - Bezarau Vasile, - Sasu Cătălin, - Brici Vasile, - Chiriac Daniel, - Chiriac George, - Toderasc Petrisor, - Dumitru Marian, - Picoiu Marius, - Ciolacu Mihai, - Stanca Razvan. | - Daniel Crichton - Vlad Badalicescu - Nicolae Nere - Petru Tamba - Otar Turashvili - Cristian Petre - Constantin Gheară - Daniel Carpo - Cătălin Nicolae - Ionel Cazan - Florin Vlaicu - Adrian Apostol - Alexandru Zaharia - Eugene Jantjies - Renaud van Neel |

## Foști antrenori
- Mihai Naca